# Брайткройц, Эмиль
Эмиль Уильям Брайткройц (англ. Emil William Breitkreutz; 16 ноября 1883, Уосо, Висконсин — 3 мая 1972, Сан-Гейбриел) — американский легкоатлет, бронзовый призёр летних Олимпийских игр 1904.
На Играх 1904 в Сент-Луисе Громэн участвовал только в забеге на 800 м. В единственной гонке он занял третье место и получил бронзовую медаль.